# Ivan Michajlovič Charitonov
Ivan Michajlovič Charitonov (in russo Иван Михайлович Харитонов?; San Pietroburgo, 2 luglio 1870 – Ekaterinburg, 17 luglio 1918) è stato un cuoco e santo russo.
Era capocuoco della corte di Nicola II di Russia. Seguì la famiglia Romanov in esilio dopo la rivoluzione russa del 1917 e venne giustiziato dai bolscevichi il 17 luglio 1918 a Ekaterinburg.
Come i Romanov, Charitonov venne canonizzato dalla Chiesa ortodossa russa nel 1991 come portatore della passione per la sofferenza subita dai sovietici.

## Biografia
Figlio di Michail Charitonovič Charitonov (1837 - 1913), Ivan rimase orfano in giovane età. Suo padre, che era stato funzionario della Corte Imperiale russa e che aveva ottenuto la nobiltà personale dallo zar per i suoi servigi, lo aveva avviato allo studio delle arti culinarie dal 1882. Charitonov perfezionò quindi la sua arte a Parigi. Nel 1888 venne assegnato dapprima come apprendista e poi come vicecuoco a corte.
Dal 1891 al 1895 prestò in servizio presso la marina militare russa, periodo dopo il quale fece ritorno a corte e divenne capo cuoco della cucina imperiale.
Come altri fedeli servitori dello zar, scelse di seguirlo in esilio. La moglie di Charitonov, Evgenija Andreevna Tur, e sua figlia lo seguirono nell'esilio della famiglia imperiale a Tobol-sk, ma vennero separate da lui dai bolscevichi quando questi decisero di spostare i prigionieri a Ekaterinburg nella primavera del 1918.
Il nipote di Сharitonov, il filologo russo Valentin Miсhajlovič Mul'tatuli, partecipò al funerale di tenutosi il 17 luglio 1998 nella Cattedrale di Pietro e Paolo a San Pietroburgo in memoria di suo nonno, dei Romanov, dei membri del loro entourage (Anna Demidova ed Alexej Trupp), e di altre vittime uccise ottant'anni prima. Suo pronipote è lo scrittore Pëtr Valentinovič Mul'tatuli, autore di opere su Nicola II e sulla fine dei Romanov; è inoltre autore di un saggio biografico sul bisnonno.